# Studené sprchy
Studené sprchy (v originále Douches froides) je francouzský hraný film z roku 2005, který režíroval Antony Cordier podle vlastního scénáře. Snímek měl světovou premiéru na filmovém festivalu v Cannes dne 14. května 2005.

## Děj
Mickael se chce stát šampiónem v judu a začne chodit s Vanessou.

## Obsazení
| Johan Libéreau        | Mickael            |
| Salomé Stévenin       | Vanessa            |
| Florence Thomassin    | Annie              |
| Jean-Philippe Ecoffey | Gérard             |
| Aurélien Recoing      | Louis Steiner      |
| Claire Nebout         | Mathilde Steiner   |
| Pierre Perrier        | Clément            |
| Denis Falgoux         | trenér             |
| Magali Woch           | Mickaelova sestra  |
| Camille Japy          | trenérova žena     |
| Dominique Cabrera     | ošetřovatelka      |
| Sarah Pratt           | zkušební komisařka |
| Julie Boulanger       | Valentine          |
| Steve Tran            | Trahn              |
| Bruno Sanches         | Jeff               |

## Ocenění
- Cena Louise Delluca
- Velká cena Veronského festivalu
- Hlavní cena filmového festivalu v Tchaj-peji
- Étoile d'or du cinéma français: nejlepší filmový debut
- Cena Fondation Barrière
- Cinéstival Marseille: Cena kritiků
- Académie des Lumières: nejlepší začínající herec (Johan Libéreau)
- Filmový festival Moulins: cena za nejlepší ženský herecký výkon (Florence Thomassin)
- Filmový festival La Ciotat: Cena za ženský výkon (Salomé Stévenin)
- César: nominace v kategorii nejlepší filmový debut (Antony Cordier)